# SS Duchess of York (1928)
«Дюшес оф Йорк» або «Герцогиня Йоркська» (англ. SS Duchess of York) — канадське пасажирське судно-океанський лайнер, побудований компанією John Brown & Company у Клайдбанку на замовлення канадської компанії Canadian Pacific Steamships Ltd. На початку Другої світової війни перетворене на військове транспортне судно Королівського флоту Великої Британії. 11 липня 1943 року судно було серйозно пошкоджено німецькими бомбардувальниками Fw 200 «Condor» KG 40 західніше Віго. Внаслідок атаки ворожої авіації загинуло 27 людей на його борту, корабель згорів і був сильно пошкоджений. Наступного дня кораблі Королівського флоту затопили пошкоджене судно.
«Герцогиня Йоркська» належала до однотипного класу каютних лайнерів, разом з «Герцогинею Атоллською», «Герцогинею Бедфордською» та «Герцогинею Річмондською», побудованими компанією Canadian Pacific для трансатлантичного сполучення. «Герцогиня Йоркська» використовувалася на маршруті Ліверпуль — Квебек та Монреаль. У зимові місяці, коли річка Святого Лаврентія замерзала (зазвичай з листопада по квітень), лайнер курсував до Сент-Джона, Нью-Брансвік. Чотири кораблі отримали прізвисько «П'яні герцогині» за їх «жвавий» рух у бурхливому морі.
«Герцогиня» була побудована компанією John Brown & Company з Клайдбанку. Океанський лайнер «Герцогиня Йоркська» був спущений на воду її тезкою, Елізабет Боуз-Лайон, герцогинею Йоркською, 28 вересня 1928 року.
9 липня 1943 року «Герцогиня Йоркська» вирушила з Грінока у складі невеликого швидкохідного конвою «Фейт» до Фрітауна, Сьєрра-Леоне, у компанії з «Каліфорнією» та вантажним судном «Порт Фейрі».
Два дні по тому конвой знаходився приблизно за 300 миль на захід від Віго, Іспанія, коли його атакували три літаки Focke-Wulf Fw 200 ескадри Kampfgeschwader 40, що базувалися на авіабазі в Меріньяку поблизу Бордо. Точне бомбардування з великої висоти спричинило пожежі на «Дюшес оф Йорк» та «Каліфорнії». Конвой, що супроводжував «Ірокез», «Дуглас» та «Мойола», разом з екіпажем судна «Порт Фейрі» врятував усіх, крім 27 людей з лайнера. Побоюючись, що полум'я з кораблів привабить підводні човни, рано вранці 12 липня Королівський флот потопив «Дюшес оф Йорк» та «Каліфорнію» торпедами.